# 帕加扎诺
帕加扎诺（義大利語：Pagazzano），是意大利贝加莫省的一个市镇。总面积5.04平方公里，人口2066人，人口密度409.9人/平方公里（2009年）。国家统计（ISTAT）代码为016154。